# Battin (Jessen)
Battin ist ein Ortsteil der Stadt Jessen (Elster) im Landkreis Wittenberg des Landes Sachsen-Anhalt.

## Lage und Erreichbarkeit
Battin liegt ca. 6 km südwestlich der Stadt Jessen und ist über die L 114 mit ihr verbunden.

## Geschichte
Als dem Namen nach vermutlich als Wendische Siedlung wurde Battin erstmals 1346 unter dem Namen Batyn in Urkunden erwähnt. Seit 1672 etablierte sich der bis heute gültige Ortsname Battin.

## Sehenswürdigkeiten

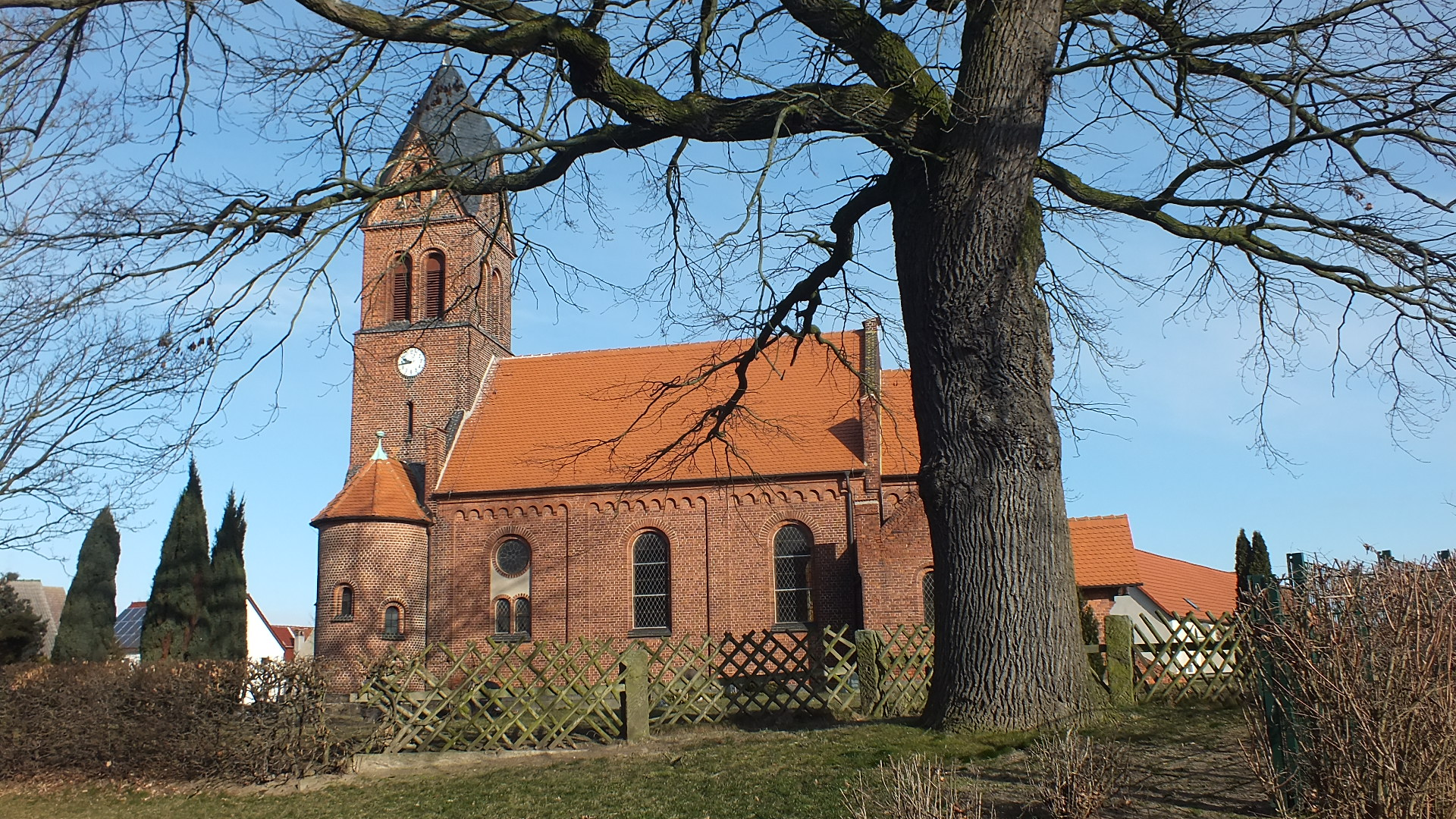
Dorfkirche Battin

Die Battiner Kirche, die 1901 erbaut wurde und einen Flügelaltar aus dem 14. Jahrhundert enthält, bildet heute das Wahrzeichen von Battin.

## Industrie
Der größte Arbeitgeber ist der Agrarbetrieb Grüne Aue e.G. Die Genossenschaft ist ein Mischbetrieb, der sich der Guten Fachlichen Praxis verschrieben hat.